# بندر كنغان
بندر كنغان هي مدينة إيرانية، وهي مركز مقاطعة كنغان التابعة لمحافظة بوشهر. يصل عدد سكانها إلى حوالي 24,000 نسمة، وهم من الفرس والعرب أيضا الذين يتكلمون الفارسية والعربية.